# 中国电子竞技运动会
中国电子竞技运动会，简称CEG，是由国家体育总局支持，以华奥星空作为赞助商而举办的中国体育电子竞技联赛。